# وحید بیاتلو
وحید بیاتلو (زاده ۱۳۶۷ - تهران) مربی فوتبال اهل ایران است. وی سرمربی آریو اسلامشهر است.